# Альтамира-и-Кревеа, Рафаэль
Рафаэль Альтамира-и-Кревеа (исп. Rafael Altamira y Crevea; 10 февраля 1866, Аликанте — 1 июня 1951[…], Мехико) — испанский историк, юрист, педагог, общественный деятель. Почётный член Американской академии искусств и наук.
Считается одним из самых значительных испанских историков XX века. Был многогранным учёным, который также имел интерес к журналистике, педагогике, политике и литературе; номинировался на Нобелевскую премию по литературе.

## Биография
В 1898 году Альтамира вместе с другими профессорами юридического факультета в университете Овьедо содействовал расширению его научной и образовательной деятельности. Его основной целью было распространение знаний, которые, как он считал, должны даваться в университетах с помощью конференций, курсов и других мероприятий для тех социальных классов, которые не имеют к ним доступа.
Общественную деятельность начинал как республиканский и антиклерикальный публицист. Был избран сенатором от Университета Валенсии, представляя Либеральную партию.
Альтамира читал курсы и вёл конференции во многих университетах как в Испании, так и за рубежом (Аргентина, Перу, США, Англия, Франция). Он был также судьёй Гаагского трибунала в Нидерландах, где сосредоточил свои усилия на работе в интересах поддержания мира и международного диалога. За свои труды он был выдвинут в качестве кандидата на Нобелевскую премию мира в 1933 году. В том же году он был избран иностранным почётным членом Американской академии искусств и наук.
В 1939, после установления в Испании диктатуры Франко принял решение не возвращаться на родину и эмигрировал во Францию, затем в Латинскую Америку, осев в итоге Мексику. В 1951 году его вновь номинировали на Нобелевскую премию мира.
Главный научный труд — «История Испании и испанской культуры» в 4 т. (издание на русском языка: «История Испании». В 2-х томах. М., 1951), в которой содержится множество фактического материала. Своё научное кредо Альтамира определял как «демократическую концепцию истории», настаивая на изучении историю народов, а не королей, князей и пап.